# Quốc công

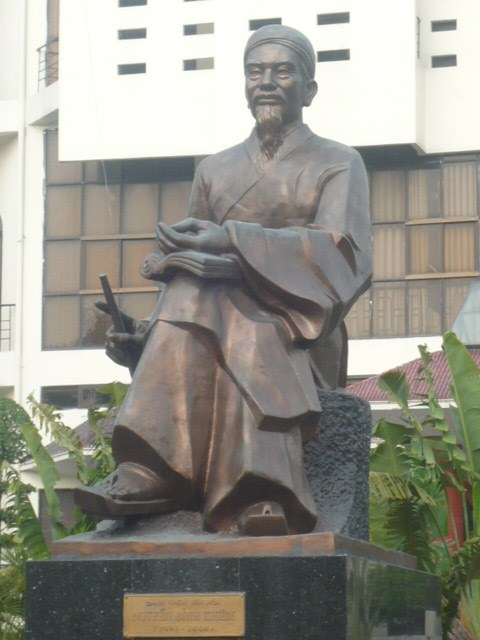
Tượng đài Trình quốc công Nguyễn Bỉnh Khiêm trong khuôn viên Thư viện Khoa học Tổng hợp Thành phố Hải Phòng. Dưới thời quân chủ của Việt Nam, Nguyễn Bỉnh Khiêm là một trong số rất ít trường hợp biệt lệ khi một "văn nhân thuần túy" (tức là những người không phải quan tướng nắm binh quyền và chưa từng cầm quân ra trận), không phải là công thần khai quốc và lại không có quan hệ thân thích với hoàng tộc nhưng được phong tới tước Quốc công ngay từ lúc sinh thời.

Quốc công (phồn thể: 國公; giản thể: 国公) là một tước hiệu thời quân chủ, được Quốc vương hoặc Hoàng đế ban cho công thần hoặc thân thích. Tước hiệu này là một phần trong hệ Công tước.
Xét về thứ bậc phong tước hiệu của các triều đại phong kiến Trung Quốc và Việt Nam ngày trước, tước "Quốc công" đứng liền trên tước Quận công và đứng ngay dưới tước Vương. Trong lịch sử Trung Quốc cũng như Việt Nam, hai tước hiệu hàng đầu như tước Công (bao gồm cả Quận công và Quốc công) và Vương có quy chế rất khắt khe để vua ban phong cho những người không có quan hệ thân thích với hoàng tộc. Điểm nổi bật của việc thụ phong ngoài hoàng tộc là phải có quân công hiển hách, thông thường đạt được tước này phải có binh quyền, dù là thực quyền hay là vinh danh. Còn nếu không, thì phải là con cháu hoàng thất. Do đó những người là quan võ thường có nhiều cơ hội để được vua ban phong tước Công hơn hẳn những người là quan văn. Thậm chí ngay cả kiểu "quan văn cầm quân" (chẳng hạn như Nguyễn Nghiễm, Nguyễn Công Trứ hay Trương Đăng Quế) còn có nhiều cơ hội để được triều đình ban phong tước Công hơn kiểu "quan văn thuần túy" (chẳng hạn như Nguyễn Trãi hay Nguyễn Bỉnh Khiêm), tức là những người không phải quan lại nắm binh quyền và chưa từng cầm quân ra trận. Tại Việt Nam, tước Công (bao gồm cả Quận công và Quốc công) bắt đầu phổ biến từ thời Lê sơ hơn các triều đại về trước. Đây cũng là một trong 3 tước phong cơ bản nhất của hoàng tử nhà Nguyễn, bên cạnh Thân công và Quận công.

## Trung Quốc
Quận công thuộc phạm vi của Công tước, thường chỉ được ban tặng cho những người thân thích trong hoàng tộc và những người có công lớn trong các cuộc dẹp loạn cứu giá hay các cuộc chiến mà lập được quân công. Sau thời nhà Tần, các triều đại rất ít khi phong tước Công được ban cho quần thần, mà chỉ cao lắm là Hầu tước.
Sau thời Bắc Chu, mà cụ thể là nhà Tùy và nhà Đường, tước Công bắt đầu xuất hiện nhiều hơn trong lịch sử, và Quốc công là cao quý nhất, dưới là Quận công. Để đạt được tước Quốc công, đều phải là người có quân công, hoặc con cháu đại danh thần thế tập. Như Tùy có Cao Quýnh thụ "Tề Quốc công", Lý Uyên thụ "Đường Quốc công"; sang triều Đường có Lý Thế Tích thụ tước "Anh Quốc công", Trưởng Tôn Vô Kỵ thụ "Triệu Quốc công", Cao Lực Sĩ thụ "Tề Quốc công", tất đều là nhờ công lao phò tá cùng được Hoàng đế gia ân. Thông thường, tên hiệu của Quốc công là tên tiểu quốc (như Tề, Lỗ, Quắc) hoặc phủ, quận hoặc huyện. Theo luật đời Đường, Quốc công cùng Quận vương đều thuộc Tòng nhất phẩm, đến nhà Minh căn bản không đổi. Thời Minh, một số nhân vật nổi danh được phong tước Quốc công lúc sinh thời do công tích có Từ Đạt, Thường Ngộ Xuân, Chu Năng, Trương Phụ, Mộc Thạnh.
Thời nhà Thanh, tước Công phân làm 3 đẳng, không thêm quốc hiệu mà chỉ là mỹ hiệu mang tính tán thưởng, như ["Nhất đẳng Trung Dũng công"]. Gọi là "Quốc công" chỉ dùng cho thành viên hoàng thất, tức là hai tước thuộc Nhật bát phân công là ["Phụng ân Trấn Quốc công"] và ["Phụng ân Phụ Quốc công"].

## Việt Nam

### Đinh – Tiền Lê – Lý – Trần - Hồ

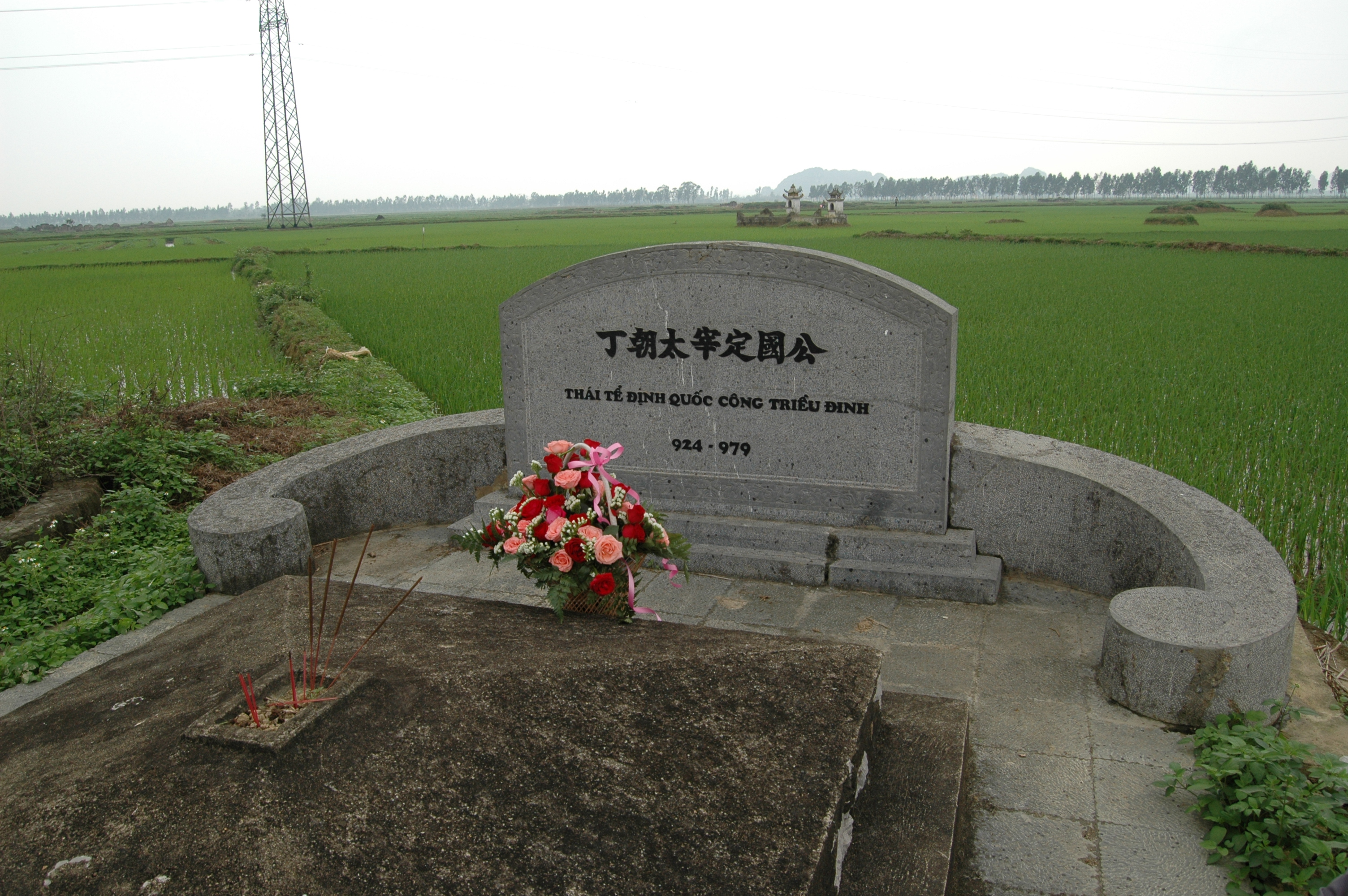
Mộ của Định Quốc công Nguyễn Bặc (sống thời nhà Đinh) tại xã Gia Phương, Gia Viễn, Ninh Bình

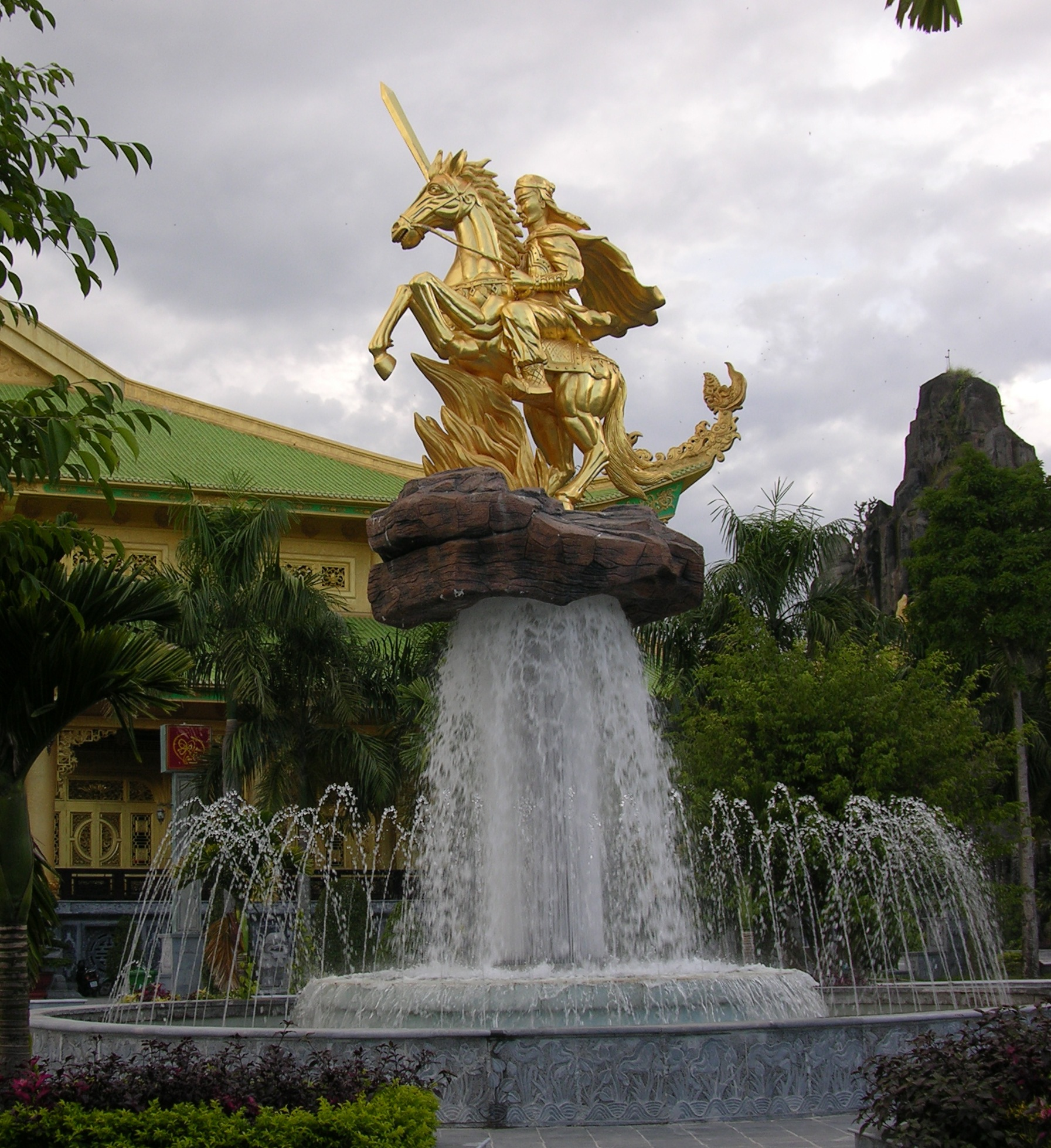
Tượng đài của Khai Quốc công Lý Thường Kiệt (sống thời nhà Lý)

Trong lịch sử quân chủ phong kiến của Việt Nam, những người được phong đến tước "Quốc công" nếu không phải người trong hoàng tộc thì phần nhiều là quan tướng đã từng cầm quân ra trận, lập công lớn với triều đình và cũng có binh quyền lớn. Tước vị này cũng có thể được Vua chúa truy phong cho công thần sau khi họ đã mất, mang tính danh dự. Những người ngoài hoàng tộc và lại thuộc tầng lớp văn nhân Nho gia điển hình, tức những người không phải quan tướng nắm binh quyền và chưa từng cầm quân ra trận, để được phong tới tước Công ngay từ lúc sinh thời là rất hiếm.
Từ thời nhà Lý, tước Quốc công rất ít khi được ban phong, chỉ dành cho các đại công thần. Như Lý Thường Kiệt sinh thời được ân ban Khai Quốc công (開國公), sau khi qua đời thụ tước Việt Quốc công (越國公), thực ấp 10.000 hộ và cho người em là Lý Thường Hiến được kế phong tước Hầu. Thời nhà Trần, phàm các Thân vương vào triều làm Tể tướng, đều gọi là ["Quốc công thượng hầu"], nếu vào trong nội đình chầu thì gia thêm tước Quan nội hầu. Như Hưng Đạo vương Trần Quốc Tuấn, từng gia tước Quốc công, thêm Tiết chế Thống lĩnh thiên hạ chư quân sự.

### Lê sơ – Mạc – Lê Trung Hưng (Lê-Trịnh) – Tây Sơn – Nguyễn

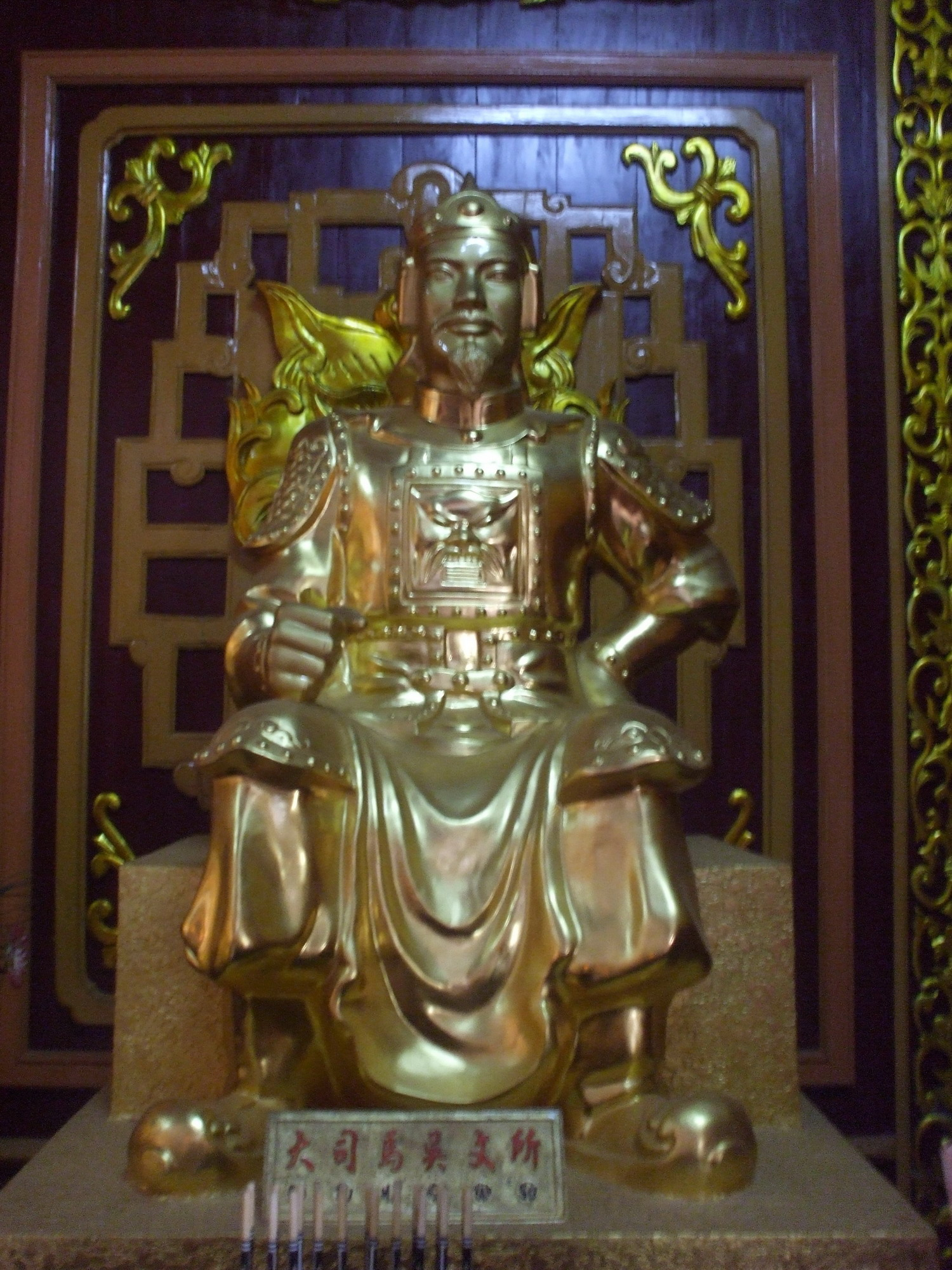
Tượng thờ Ích Quốc công Ngô Văn Sở (sống thời nhà Tây Sơn) ở Bảo tàng Quang Trung

Dưới thời Lê sơ, nhiều công thần hàng đầu từ thời kháng chiến chống quân Minh xâm lược (bao gồm cả Nguyễn Trãi) cũng chưa từng được phong tới tước Công (dù là Quận công hay Quốc công) lúc còn sống. Phần lớn trong số này nếu có được phong tới tước Công thì cũng là hình thức truy tặng của nhà vua sau khi họ đã chết tới vài chục năm hoặc có trường hợp tới thậm chí cả hơn trăm năm. Chẳng hạn như khai quốc công thần đồng thời là danh tướng hàng đầu của nhà Lê sơ là Nguyễn Xí (đại thần phụng sự đắc lực cho 4 đời vua Lê Thái Tổ, Lê Thái Tông, Lê Nhân Tông, Lê Thánh Tông) mất năm 1465 nhưng phải tới năm 1484 niên hiệu Hồng Đức mới được truy phong lên tước Quốc công (Cương quốc công). Còn bốn công thần khai quốc khác của nhà Lê sơ là Lê Ngân, Lê Sát, Phạm Văn Xảo, Trịnh Khả lúc sinh thời chưa được phong quá tước hầu, nhưng đến thời Lê Thánh Tông mới cùng được truy phong lên tới tước công. Vua Lê Thánh Tông vào đầu năm Hồng Đức (1471) ra quy định, nếu không phải công thần thì không được gia ân Quốc công và Quận công; cả hai tước này đều lấy chữ đầu trong đất phong phủ, huyện của mình làm hiệu, như Phủ Quốc công Lê Thọ Vực và Tĩnh Quốc công Lê Niệm.
Sang thời kỳ phân tranh Đàng Trong-Đàng Ngoài trong hơn 200 năm với thể chế lưỡng đầu mà thực quyền thuộc về các chúa Trịnh (nối đời thế truyền tước Vương), thì gần như đã thành một lệ bất thành văn là chỉ có những người thuộc hoàng tộc hay tôn thất các dòng họ đang nắm quyền gồm Lê (thuộc dòng con cháu kế tục của vua Lê Lợi) - Trịnh (thuộc dòng con cháu kế tục của chúa Trịnh Tùng) - Nguyễn (thuộc dòng con cháu kế tục của chúa Nguyễn Hoàng) lúc sinh thời được phong tới tước Quốc công. Các dòng họ còn lại thì dù có công lao và binh quyền rất lớn (chẳng hạn như Phạm Đình Trọng, Hoàng Ngũ Phúc, Nguyễn Hữu Chỉnh) cũng chỉ được phong tới tước cao nhất là Quận công lúc sinh thời.
Danh sách những nhân vật lịch sử có danh tiếng được triều đình phong tước Quốc công lúc sinh thời do công tích (không do quan hệ thân tộc với vua chúa):
1. Nguyễn Bặc (nhà Đinh) - Định Quốc công
2. Lý Thường Kiệt (nhà Lý) - phong 2 lần: Khai Quốc công (lúc sinh thời), Việt Quốc công (khi mất)
3. Đặng Tất (nhà Hậu Trần) - gia phong Quốc công
4. Lê Niệm (nhà Lê sơ) - Tĩnh Quốc công
5. Nguyễn Đức Trung (nhà Lê sơ) - Trinh Quốc công
6. Nguyễn Văn Lang (nhà Lê sơ) - Nghĩa Quốc công
7. Mạc Đăng Dung (nhà Lê sơ) - Nhân Quốc công
8. Nguyễn Kính (nhà Mạc) - Tây Quốc công
9. Mạc Ngọc Liễn (nhà Mạc) - Đà Quốc công
10. Nguyễn Quyện (nhà Mạc) - Thường Quốc công
11. Nguyễn Bỉnh Khiêm (nhà Mạc) - Trình Quốc công[1][2][3]
12. Giáp Hải (nhà Mạc) - Sách Quốc công[4][5]
13. Nguyễn Kim (nhà Lê trung hưng) - Hưng Quốc công
14. Trịnh Kiểm (nhà Lê trung hưng) - Lượng/Thái Quốc công
15. Lại Thế Vinh (nhà Lê trung hưng) - Dương Quốc Công
16. Lê Bá Ly (nhà Lê trung hưng) - Phụng Quốc công
17. Nguyễn Thiến (nhà Lê trung hưng ) - Thư Quốc công
18. Mạc Ngọc Liễn (nhà Mạc) - Đà Quốc Công
19. Nguyễn Quyện (nhà Mạc) - Thạch Quốc Công
20. Vũ Văn Mật (nhà Lê trung hưng) - Gia Quốc công
21. Nguyễn Hữu Liêu (nhà Lê trung hưng) - Dương Quốc công
22. Hoàng Đình Ái (nhà Lê trung hưng) - Vinh Quốc Công
23. Nguyễn Hoàng (nhà Lê trung hưng) - Đoan Quốc công
24. Ngô Văn Sở (nhà Tây Sơn) - Ích Quốc công
25. Lại Thế Khanh (nhà Lê Trung Hưng) - Khiêm Quốc công

Dưới thời quân chủ của Việt Nam, Nguyễn Bỉnh Khiêm là một trong những trường hợp rất hiếm khi một "văn nhân thuần túy" (tức là những người không phải quan tướng nắm binh quyền và chưa từng cầm quân ra trận), không phải là công thần khai quốc và lại không có quan hệ thân thích với hoàng tộc nhưng được phong tới tước Quốc công ngay từ lúc sinh thời. "Trình Quốc công" là tước phong chính thức cao nhất của vua nhà Mạc ban cho Nguyễn Bỉnh Khiêm gần 20 năm trước khi ông mất. Sự thật lịch sử này căn cứ vào 3 tấm văn bia do chính ông soạn lúc đã cáo quan về quy ẩn tại quê nhà. Cần nhớ rằng trong lịch sử Trung Quốc cũng như Việt Nam, hai tước hiệu hàng đầu như tước Công và Vương có quy chế rất khắt khe để vua ban phong cho những người không có quan hệ thân thích với hoàng tộc. Kiểu "văn nhân thuần túy" và lại không có quan hệ thân thích với hoàng tộc như Nguyễn Bỉnh Khiêm hay Nguyễn Trãi là khó hơn cả các trường hợp xét duyệt khác để được phong tới tước công (dù là Quốc công hay Quận công) ngay khi còn sống. Kiểu "văn nhân cầm quân" chẳng hạn như Nguyễn Nghiễm, Nguyễn Công Trứ hay Trương Đăng Quế có nhiều cơ hội để lập quân công với triều đình hơn kiểu "văn nhân thuần túy" nên họ thường được phong tước hiệu cao hơn. Việc phong tước hiệu Quốc công cho Nguyễn Bỉnh Khiêm ngay từ lúc còn sống đã chứng tỏ sự trân trọng cực lớn mà vua Mạc dành cho ông và có thể xem đây là một sự ghi nhận mang tính biểu tượng của nhà vua đối với những đóng góp của ông cho triều đại này.
Các chúa Nguyễn bắt đầu từ Nguyễn Hoàng, khi nắm lĩnh phía Nam đều là Quốc công, cụ thể là:
1. Nguyễn Hoàng và Nguyễn Phúc Nguyên - [Đoan Quốc công; 端國公];
2. Nguyễn Phúc Tần - [Dương Quốc công; 勇國公][6];
3. Nguyễn Phúc Thái - [Hoằng Quốc công; 弘國公];
4. Nguyễn Phúc Chu - [Tộ Quốc công; 祚國公];
5. Nguyễn Phúc Chú - [Đỉnh Quốc công; 鼎國公];
6. Nguyễn Phúc Khoát - [Hiểu Quốc công; 曉國公], sau tự xưng Vương;

Thời Nguyễn, việc phong tước Công ngoài hoàng tộc lại càng hiếm hơn nhiều so với thời Lê-Trịnh, một phần bởi chính sách cai trị rất khắt khe được thiết lập từ những đời vua đầu triều như Gia Long và Minh Mạng. Thường tước hiệu này chỉ được truy phong cho những công thần đã qua đời. Chẳng hạn, Lộc Khê hầu Đào Duy Từ mất ở Đàng Trong từ năm 1634 (thời các chúa Nguyễn cai trị) nhưng phải sau gần 200 năm cho tới thời Minh Mạng (trị vì từ năm 1820 đến 1841) mới được truy phong tước Hoằng Quốc công. Ngay cả Hoàng Cao Khải lúc còn sống có uy quyền rất lớn (được thực dân Pháp chống lưng bảo trợ) cũng chưa được phong tới tước Quốc công.
Bên cạnh đó, tước Quốc công lại ưu tiên phong cho các Hoàng tử, cũng đều lấy một chữ trong tên phủ, huyện của đất phong làm phong hiệu. Tước Quốc công của Hoàng tử dưới ["Thân công"; 親公], và trên tước Quận công. Khác với tước Quốc công, cả hai tước Thân công và Quận công đều lấy nguyên hai chữ của đất phong.
Thời Nguyễn thường dùng tước Quốc công để phong cho phụ thân của Hoàng Hậu như Quy Quốc Công Tống Phước Khuông phụ thân Thừa thiên cao hoàng hậu Tống thị, Thọ Quốc Công Trần Hưng Đạt phụ thân Thuận thiên cao hoàng hậu Trần thị, Phúc Quốc Công Hồ Văn Bôi phụ thân Tá Thiên nhân hoàng hậu, Đức Quốc Công Phạm Đăng Hưng phụ thân Nghi Thiên chương hoàng hậu, Lệ Quốc Công Võ Xuân Cẩn phụ thân Lệ Thiên Anh hoàng hậu, Phù Quốc Công Phan Đình Bình phụ thân Từ Minh Huệ Hoàng hậu, Vĩnh Quốc Công Nguyễn Hữu Độ phụ thân Phụ Thiên Thuần hoàng hậu, Phú Quốc Công Dương Quang Hướng phụ thân Hựu Thiên thuần hoàng hậu, Nghi Quốc Công Hoàng Trọng Tích phụ thân Đoan huy Hoàng Thái Hậu
- Quý tộc nhà Nguyễn
- Phong tước
- Công tước
- Quận công
- Vương (tước hiệu)
- Vua
- Hoàng đế